# Szalatnak
Szalatnak (deutsch Salack) ist eine ungarische Gemeinde im Kreis Komló im Komitat Baranya. Ungefähr 20 Prozent der Bewohner zählen zur Volksgruppe der Ungarndeutschen und sieben Prozent zur Volksgruppe der Roma.

## Geografische Lage
Szalatnak liegt 24 Kilometer nordöstlich des Komitatssitzes Pécs und 11 Kilometer nördlich der Kreisstadt Komló. Nachbargemeinden sind Köblény im Osten, Kárász im Südosten, Kisvaszar im Westen, Alsómocsolád im Nordwesten und Bikal im Norden.

## Geschichte
Im Jahr 1913 gab es in der damaligen Kleingemeinde 146 Häuser und 840 Einwohner auf einer Fläche von 1790  Katastraljochen. Sie gehörte zu dieser Zeit zum Bezirk Hegyhát im Komitat Baranya.

## Sehenswürdigkeiten
- Römisch-katholische Kirche Szűz Mária Szent Neve, erbaut 1803 im spätbarocken Stil
- Szent-Flórian-Statue, erschaffen 1843
- Weltkriegsdenkmal

## Verkehr
Durch Szalatnak verläuft die Nebenstraße Nr. 65181. Es bestehen Zugverbindungen nach Dombóvár und Baja. Weiterhin gibt es Busverbindungen nach Köblény sowie nach Káraśz.